# Szczecin Łękno
Szczecin Łękno egy lengyelországi vasútállomás Szczecin városban, melyet a PKP Polskie Linie Kolejowe üzemeltet.

## Szomszédos állomások
A vasútállomáshoz az alábbi állomások vannak a legközelebb:
- Szczecin Pogodno
- Szczecin Niebuszewo

## Vasútvonalak
Az állomást az alábbi vasútvonalak érintik:
- Szczeczin–Trzebież Szczeciński-vasútvonal

## Átszállási lehetőségek
- 1-es villamos
- 9-es villamos